# Lawen Redar
Lawen Redar, född 29 september 1989 i Sundbybergs församling, är en svensk politiker (socialdemokrat). Hon är ordinarie riksdagsledamot sedan 2015 (dessförinnan tjänstgörande statsrådsersättare 2014–2015), invald för Stockholms kommuns valkrets.

## Biografi
Redars föräldrar är kurder och kom till Sverige på 1980-talet från Irak och Iran. Redar avlade juristexamen 2017 vid Stockholms universitet. Hon har tidigare arbetat på Rädda Barnens riksförbund och Stockholms Stadsmission. Hon har profilerat sig i frågan om samtyckeslagstiftning, kriminaliteten i brottsutsatta bostadsområden, hedersbrott och lagstiftning mot terrorresande.
Hon kandiderade i riksdagsvalet 2014 och blev ersättare. Redar var tjänstgörande statsrådsersättare för Stefan Löfven under perioden 3 oktober 2014–30 september 2015, varefter hon utsågs till ny ordinarie riksdagsledamot från och med 1 oktober 2015 sedan Veronica Palm avsagt sig uppdraget. Hon är ordinarie ledamot i kulturutskottet. Sedan valet 2018 är hon kulturpolitisk talesperson för Socialdemokraterna. Redar förespråkar progressiv kapitalbeskattning.
I december 2023 presenterade Redar en rapport som kritiserade Socialdemokraternas tidigare förda migrationspolitik.

### Familj
Lawen Redar bor i Stockholm och är gift med den danske journalisten Uffe Tang som är bosatt i Köpenhamn.